# Arc Parc Dej
Arc Parc Dej este un parc industrial care situat în intravilanul localității Dej, județul Cluj.
Se întinde pe o suprafață de 40,18 hectare, și este o investiție privată.